# Константин Петковић
Константин Димитријев Петковић (Башино Село, 1824 — 1898) је био руски конзул у Дубровнику.
Радио је у комисији за разграничење Црне Горе и Турске после битке на Граховцу.

## Биографија
У Одеси је учио гимназију од 1843. до 1848. а потом студира словенску филологију и политичке науке у Петрограду код Измаила Срезњевског. Студије је завршио највероватније 1852. године. Исте године Петковић путује на Балкан и посећује Грчку / светогорске манастире /, Цариград, Македонију, Србију, Хрватску, Словенију, Аустрију и Чешку. На том путу се упознаје са политичким приликама на Балкану и шире и сусреће са познатим личностима културног и политичког живота тога времена.

## Одликовања
- Орден Св. Станислава
- Крст за независност Црне Горе
- француски Орден Легије части